# Santu Medero
Santu Medero és una parròquia del conceyu asturià de Bimenes.
En els seus 15,53 km² habiten un total de 803 persones (INE Arxivat 2014-05-19 a Wayback Machine. 2011) repartides entre les poblacions que la conformen.
La seua església parroquial es troba entre el poble de Piñera i el llogaret de Rozaes.

## Pobles i llogarets
| - El Caliyu - Cardili - Castañera - Costespines - La Envesná - Fayacava - La Fontanina - Fontoria - Melendreros - Oñard | - Pedríu - Piñera - El Pumar - El Rebollal - El Recimuru - El Robedal - Rozaes - Santa Gadía - El Segredal | - Tabayes - La Vara - Viñái - La Brizosa - El Bocellal - La Campa San Xuan - Campumiyar - La Casilla - El Cirgüeyalín - La Llera | - El Mayóu - El Molín del Muriu - La Peña'l Plonu - La Presa - El Rebudiillu - La Roza - La Solana - La Velía - La Bilortera - La Cabaña | - La Camperona - Les Cases de Baxo - Custuverniz - Debaxo la Vara - Escuentre - El Llanón - El LLanotín - La Llomba - El Llugar de Baxo - El Llugar de Riba | - La Meruxosa - El Pandiillu - Pedricu - La Quintana - Los Raposinos - El Rebollal de Baxo - El Rebollal de Riba - Los Rebollos d'Infiesta - El Rebullu | - La Vegona - La Venta - Xenra |